# 第2次ソウルの戦い
第2次ソウルの戦い（英: Second Battle of Seoul、朝: 제2차 서울 전투）は、朝鮮戦争中の1950年9月に行われた国連軍及び朝鮮人民軍との戦闘。

## 編制

### 国連軍
- 第10軍団 軍団長：エドワード・アーモンド少将
  - 第1海兵師団 師団長：オリバー・スミス少将
    - 第1海兵連隊 連隊長：ルイス・B・プラー大佐
    - 第5海兵連隊 連隊長：レイモンド・マレイ（Raymond Murray）大佐
    - 第7海兵連隊 連隊長：ホーマー・リッツェンバーグ（Homer L. Litzenberg）大佐
    - 韓国海兵第1連隊 連隊長：申鉉俊大領

  - 第7師団 師団長：デビット・バー（David G. Barr）少将
    - 第32連隊 連隊長：ビューチャンプ大佐
    - 韓国第17連隊 連隊長：白仁燁大領

### 朝鮮人民軍
- 西海岸地区司令部 司令官：崔庸健大将
  - 第18師団（第42連隊配属）
  - 第70連隊
  - 第107治安連隊
  - 第25旅団 旅団長：呉基燦[1][注釈 1]少将
  - 第78独立連隊 連隊長：朴ハンリン大佐

## 経緯
アメリカ軍第10軍団が仁川に上陸（仁川上陸作戦）して漢江に迫ると、人民軍はソウル周辺の部隊を集結させ、洛東江戦線に移動中であった部隊を呼び戻すなど、大慌てでソウル地域の防御力強化に努めた。これによって仁川上陸作戦の直前にソウルを発って洛東江戦線に南下中であった第18師団は水原付近に配備され、第70連隊とともに京仁地域の防御に就き、同師団の1個連隊規模の部隊が永登浦の防御に投入された。第18師団は、第42戦車連隊を配属してT-34戦車18両を保有していた。また開城南側にいた第107治安連隊は、富平、金浦、江華付近に各1個大隊を配備し、1個大隊を予備とした。
これら人民軍の移動状況は、アメリカ空軍の航空偵察や捕虜の証言から確認され、ソウル防衛のために動員された人民軍は約2万名と判断した。

### 漢江渡河
第1海兵師団は、9月19日までに第5海兵連隊をもって金浦空港を確保して漢江渡河を準備中であり、第1海兵連隊は安養川に進出して永登浦奪還を準備中であった。第5海兵連隊は、師団偵察中隊、戦車大隊A中隊、第56水陸両用車大隊A中隊、韓国軍海兵第1大隊が配属され、工兵大隊、海岸大隊、水陸両用大隊の直接支援を受け、火力優先も与えられた。
9月19日、第5海兵連隊は幸州部落と125高地に偵察隊（偵察班長：ホートン大尉）を派遣した。1時間以上の偵察の結果、人民軍は配置されてないと判断し、対岸の捜索中隊に渡河せよとの信号を送った。しかし偵察した高地は125高地ではなく中間の高地であり、125高地には人民軍が配置されていた。捜索中隊は機関銃と迫撃砲の攻撃を受けて渡河が失敗した。
9月20日、第5海兵連隊は125高地に猛烈な攻撃準備射撃を加えた後、午前6時40分、第3大隊I中隊を先頭に渡河を始めた。I中隊は125高地からの射撃でかなりの損害を受けたが、海兵隊戦闘機の支援を受け、9時40分ごろに125高地を確保した。引き続いて渡河した第3大隊主力は何の抵抗も受けることなく内陸に進出して京義線の鉄道と道路を遮断し、鉄道沿いにソウルに向かって東南方向に進撃した。韓国軍海兵隊は仁川市街地の警備任務を解かれて昌陵川付近の95高地に進出した。
9月21日、第5海兵連隊は人民軍の逆襲を撃退し、鉄道と道路沿いに水色を経て東南方に前進を続けた。第3大隊は新村北側の白蓮山、第1大隊は西南側の68高地、韓国軍第1海兵大隊は西側の104高地を占領し、ソウル中心部への攻撃態勢を整えた。

### 永登浦
19日に安養川に進出した第1海兵連隊は、第1大隊が漢江との合流点付近の118高地を中心とする高地群を第5海兵連隊から引き継いで応急防御中であり、第2大隊は徳峠一帯で京仁国道を遮断する態勢で永登浦攻撃を準備しており、第3大隊は連隊予備として第2大隊に後続していた。
9月20日、人民軍は118高地を奪回するために部隊を集結して第1大隊がまだ部隊を配置していない80高地と85高地を占領し、118高地に攻撃を開始した。この攻撃を撃退した第1大隊は続けて80高地と85高地に攻撃し、激戦の末に85高地を占領した。第2大隊にも、戦車5両を前面に出した1個大隊規模の人民軍が現れたが、地形の利を活用した配備によって瞬時にこれを撃滅した。
9月21日朝、砲兵の準備射撃が終わると、永登浦市街への攻撃が開始された。第1大隊と第2大隊は人民軍の砲撃で多くの損害を出して苦戦した。第1大隊と第2大隊が激戦を繰り広げているときに第1大隊A中隊は人民軍に気づかれることなく安養川を渡り、人民軍陣地後方の漢江南側の堤防にたどり着き、防御陣地を編成した。夜間、人民軍がA中隊を攻撃したが撃退された。永登甫北側を占領され包囲の危険を感じた人民軍は永登浦を放棄して撤退した。

### 安養・水原
9月19日、第7師団第32連隊は、第1海兵師団から京仁国道以南の地域を引き継ぎ、永登浦西側6キロの安養川付近に進出していた。第7師団の任務は、第1海兵師団の右側方を防護し、南側からソウルに北上する人民軍を遮断して第1海兵師団のソウル奪還を支援することだった。
9月20日、第32連隊は安養方面に攻撃を続けたが人民軍の地雷によって進出が遅れた。第73戦車大隊A中隊の戦車3両が破壊され、連隊長のジープも破壊された。工兵部隊によって150個余りの地雷が取り除かれ、9月21日に禿山里と安養を占領した。
9月22日、戦車1個中隊、歩兵1個中隊、砲兵1個砲隊および衛生部隊によって編成されたハンナム支隊が水原を確保し、同地域の警戒任務を第31連隊が引き継いだ。

## ソウルの戦闘
人民軍は、ソウル西側の鞍山（296高地）から延禧高地（56高地）に続く稜線とトンネル高地（105高地北）、老姑山（105高地中）、臥牛山（105高地南）からなる稜線を中心に強力な防御線を構成していた。配置されていた部隊は第25旅団と第78独立連隊であった。とくに第25旅団は将校と下士官の多くが中共軍としての戦闘経験を持っていた。
9月22日、第1海兵師団はソウル奪還作戦を発令した。当初の計画では、他の地上部隊の援助は無く第1海兵師団でソウルを占領することを想定していたが、第10軍団長アーモンド少将は一部変更し、韓国軍の海兵隊と第17連隊も都市の確保に参加させた。
9月22日朝、第5海兵連隊はソウル西側の高地群を占領するため攻撃を開始した。北側の第3大隊は296高地、中央の第2大隊と韓国軍海兵隊は105高地、第1大隊は105高地南を目標とした。
攻撃は午前7時に開始され、2時間後に北の第3大隊が296高地を奪取したが、南側斜面の稜線に人民軍が集中していた。
南の第1大隊は、人民軍の猛烈な射撃によって進攻が止まっていたが、同日遅くに砲兵と迫撃砲の支援で105高地南を奪取した。しかし第1大隊も人民軍の砲撃によって6名の戦死を含む39名の死傷者を出した。
中央の第2大隊と韓国軍海兵隊の目標である105高地では、まず56高地と88高地を奪取する必要があった。韓国軍海兵第1大隊は56高地に向かって攻撃を開始し、人民軍も120ミリ迫撃砲をはじめ重機関銃や軽機関銃などあらゆる火器を動員し、強固な陣地に依って海兵隊を攻撃した。海兵隊は開豁地を横断しようとしたが、航空機の攻撃では人民軍の防御陣地を破壊することは出来ず、56高地からの射撃で開豁地を通過することは出来なかった。この日の戦闘で韓国軍海兵第1大隊は11名の戦死者と45名の負傷者を出したが、捕虜の供述から人民軍第25旅団も多くの死傷者を出した。
9月23日、韓国軍第1海兵大隊は攻撃を再開したが、多くの死傷者を出して攻撃は頓挫した。マレイ大佐の命令で第2大隊が攻撃を引き継いだが、ほとんど成果が上がらず、多くの死傷者を出した。同日正午、スミス少将は仁川の第7海兵連隊に漢江を越えて第5海兵連隊の後方に移動するように命じた。
9月24日午後、第2大隊D中隊が爆撃の支援を受けて突撃して56高地の頂上を奪取した。翌25日に攻撃を続行して88高地と105高地を占領し、第3大隊も296高地で人民軍の攻撃を撃退してトンネル高地（105高地北）を占領した。
汝矣島から漢江を渡河した第1海兵連隊は第5海兵連隊の南側に、第7海兵連隊は仁川から北上して第5海兵連隊の北側に進出した。韓国軍海兵隊は、統営地区で作戦中であった金聖恩部隊が海兵第1連隊に合流して第5大隊に改編され、第1大隊を第5海兵連隊に、第2大隊を第1海兵連隊に、第5大隊を第7海兵連隊に配属させ、第3大隊は第1海兵師団の予備となった。
アーモンド少将は、安養と水原を確保していた第32連隊を投入することに決め、第1海兵師団がソウル南西から北西部を、第32連隊（第17連隊配属）は南東部を攻撃するよう命じた。
9月25日午前6時、30分間にわたる攻撃準備射撃の後、第32連隊は西氷庫で漢江を渡河して南山を占領した。第32連隊に続いて第17連隊は午後2時頃に漢江を渡河した。同じころ、第1海兵師団はソウル中心部に突入した。
9月26日、人民軍は数度の逆襲を試みたが、第32連隊に撃退された。348体の死体が散らばっており、捕虜は174名に達した。南山を占領された人民軍は浮足立った。人民軍は主力を撤収させるため、残留部隊がバリケードを築き地雷を埋設して国連軍の進撃を阻止し、建物からの狙撃や執拗な逆襲を何度も試みた。国連軍はソウルの掃討に時間がかかり、28日にようやく終えてソウル北側の高地群を占領した。